# 1527
| [ Edytuj tabelę ]              | |
| Król Polski                    | - 1507 Zygmunt I Stary 1548 |
| Współksiążęta Andory           | - 1515 Joan d’Espés 1530 - 1517 Henryk II 1555 |
| Król Anglii                    | - 1509 Henryk VIII 1547 |
| Władca Azteków                 | - 1526 Andres de Tapia Motelchiuh 1530 |
| Elektor Brandenburgii          | - 1499 Joachim I Nestor 1535 |
| Książę Bawarii                 | - 1508 Wilhelm IV 1550 - 1516 Ludwik X 1545 |
| Sułtan Brunei                  | - 1521 Abdul Kahar 1575 |
| Cesarz Chin                    | - 1521 Jiajing 1566 |
| Król Czech                     | - 1526 Ferdynand I Habsburg 1564 |
| Król Danii                     | - 1523 Fryderyk I 1533 |
| Dalajlama                      | - 1475 Gendun Gjaco 1541 |
| Cesarz Etiopii                 | - 1508 Lybne Dyngyl 1540 |
| Król Francji                   | - 1515 Franciszek I 1547 |
| Król Hiszpanii                 | - 1516 Karol I 1556 |
| Hrabia Holandii                | - 1515 Karol I Habsburg 1555 |
| Szach Iranu                    | - 1524 Tahmasp I 1576 |
| Państwo Wielkich Mogołów       | - 1526 Babur 1530 |
| Władca Inków                   | - 1493 Huayna Capac 1527 - 1527 Huascar 1532 |
| Lord Irlandii                  | - 1509 Henryk VIII Tudor 1542 |
| Cesarz Japonii                 | - 1526 Go-Nara 1557 |
| Kalif                          | - 1520 Sulejman I 1566 |
| Patriarcha Konstantynopola     | - 1522 Jeremiasz I 1545 |
| Władca Korei                   | - 1506 Chungjong 1544 |
| Wielki książę litewski         | - 1506 Zygmunt I Stary 1548 |
| Sułtan Maroka                  | - 1524 Abu al-Abbas Ahmad 1545 |
| Książę Mediolanu               | - 1521 Franciszek II 1535 |
| Wielki książę moskiewski       | - 1505 Wasyl III 1533 |
| Król Nawarry                   | - 1516 Henryk II 1555 |
| Król Norwegii                  | - 1523 Fryderyk I 1533 |
| Sułtan Omanu                   | - 1500 Muhammad ibn Isma’il 1529 |
| Elektor Palatynatu             | - 1508 Ludwik V 1544 |
| Papież                         | - 1523 Klemens VII 1534 |
| Król Portugalii                | - 1521 Jan III 1557 |
| Książę w Prusach               | - 1525 Albrecht 1568 |
| Cesarz Rzymski (niemiecki)     | - 1519 Karol V Habsburg 1558 |
| Kapitanowie Regenci San Marino | - 1526 Francesco di Simone Belluzzi Marino di Severo 1527 - 1527 Andrea Sabattini Carlo di Cristofaro 1527 - 1527 Bartolomeo di Antonio Amanti 1528 - 1527 Giacomo di Lodovico Calcigni 1528 |
| Elektor Saksonii               | - 1525 Jan Stały 1532 |
| Król Szkocji                   | - 1513 Jakub V 1542 |
| Król Szwecji                   | - 1521 Gustaw I Waza 1560 |
| Król Tajlandii                 | - 1491 Ramathibodi II 1529 |
| Sułtan Turków                  | - 1520 Sulejman Wspaniały 1566 |
| Doża Wenecji                   | - 1523 Andrea Gritti 1538 |
| Król Węgier                    | - 1526 Ferdynand I 1564 - 1526 Jan Zápolya 1540 |
| Cesarz Wietnamu                | - 1522 Lê Cung Hoàng 1527 |

Rok 1527 / MDXXVII
stulecia: XV wiek ~
XVI wiek ~
XVII wiek

lata: 1517 «
1522 «
1523 «
1524 «
1525 «
1526 «
1527
» 1528
» 1529
» 1530
» 1531
» 1532
» 1537

## Wydarzenia w Polsce
- 11 stycznia-20 marca – w Krakowie obradował sejm[1].
- 27 stycznia – wojska litewskie odniosły wielkie zwycięstwo w bitwie pod Olszanicą, zabijając 40 tys. Tatarów i uwalniając 80 tys. wziętych w jasyr.
- Kwiecień – Jan Amor Tarnowski został mianowany przez króla Zygmunta Starego na hetmana wielkiego koronnego.
- 3 czerwca – pożar strawił niemal doszczętnie zabudowę Lwowa.
- 20 września – podczas polowania w Niepołomicach ciężarna królowa Bona Sforza spadła z konia po ataku niedźwiedzia, co spowodowało przedwczesne narodziny królewicza Olbrachta, który zmarł tego samego dnia.
- 29 listopada – w Piotrkowie rozpoczął obrady sejm[1].

- Puste wsie w okolicy Pasłęka zostały zasiedlone osadnikami z Holandii, co dało początek osadnictwu Holenderskiemu w Prusach Książęcych i później w Polsce.
- Król Zygmunt I Stary potwierdził prawa miejskie Kłecka nadane przez Bolesława Pobożnego.

## Wydarzenia na świecie
- 24 lutego – Ferdynand I koronował się w Pradze na króla Czech.
- 6 maja – niemiecko-hiszpańskie wojska cesarza Karola V zdobyły i rozpoczęły plądrowanie Rzymu. Z chroniących papieża Klemensa VII 189 szwajcarskich gwardzistów poległo 147 (Sacco di Roma). Koniec klasycznego renesansu we Włoszech.
- 22 czerwca – muzułmański książę Fatahillah zdobył będący pod władaniem portugalskim port Sunda Kelapa na Jawie i nadał mu nową nazwę - Jayakarta, dosł. „całkowite zwycięstwo” (obecnie Dżakarta).
- 26 lipca – zostało założone miasto Coro w Wenezueli.
- 3 listopada – Ferdynand I został koronowany na króla Węgier.

- Lekarz i przyrodnik Teofrast von Hohenhein zwany Paracelsusem (1493–1541) wystąpił z krytyką poglądów medycznych wywodzących się od Galena. Wprowadził własne unowocześnione metody leczenia, zastosował szereg nowych lekarstw.
- Wypędzenie Medyceuszy z Florencji.
- Szwedzki sejm w Vlsteras podjął decyzję o wprowadzeniu reformacji w Szwecji.

## Urodzili się
- 8 marca - Marcin Gerstmann, duchowny katolicki, biskup wrocławski (zm. 1585)
- 14 kwietnia – Abraham Ortelius, flamandzki geograf, kartograf, historyk i wydawca map (zm. 1598)
- 21 maja – Filip II Habsburg, król Neapolu i Sycylii, władca Niderlandów, król Hiszpanii i Portugalii (zm. 1598)
- 31 maja - Agnieszka Heska, księżniczka heska, księżna Saksonii (zm. 1555)
- 13 lipca – John Dee, angielski okultysta, nadworny astrolog Elżbiety I (zm. 1608 lub 1609)
- 31 lipca – Maksymilian II Habsburg, król Czech i Węgier, cesarz Świętego Cesarstwa Rzymskiego Narodu Niemieckiego (zm. 1576)
- 20 września – Olbracht Jagiellończyk, polski królewicz, syn Zygmunta I Starego i Bony Sforzy (zm. 1527)

- data dzienna nieznana: 
  - Giuseppe Arcimboldo, włoski malarz (zm. 1593)
  - Łukasz Górnicki, polski humanista, pisarz polityczny, autor Dworzanina, sekretarz Zygmunta II Augusta (zm. 1603)
  - Li Zhi, uczony z czasów dynastii Ming (zm. 1602)

## Zmarli
- 21 czerwca – Niccolò Machiavelli, historyk i dyplomata florencki, twórca doktryny politycznej w myśl zasady cel uświęca środki (ur. 1469)
- 20 września – Olbracht Jagiellończyk, syn Zygmunta I Starego (ur. 1527)
- data dzienna nieznana:
  - Huyana Capac, władca Inków (ur. 1467)